# لوکا جلفی
لوکا جلفی (ایتالیایی: Luca Gelfi; ۲۱ ژوئن ۱۹۶۶ – ۳ ژانویهٔ ۲۰۰۹) دوچرخه‌سوار اهل ایتالیا بود.